# Río Narla
El río Narla es un río del noroeste de la península ibérica que discurre por la provincia de Lugo, Galicia (España). Es un afluente por la orilla derecha del río Miño y tiene un recorrido de 24 kilómetros.
El río Narla nace en el monte do Toxo, en el sistema montañoso de Corno de Boi, en la parroquia de Xiá, municipio de Friol. Es un río próximo a la ciudad de Lugo. 
En el año 2004 el Ministerio de Medio Ambiente paralizó un embalse en el río Narla debido a su impacto ambiental y al valor ecológico del lugar, catalogado como lugar LIC (Lugar de Importancia Comunitaria). Desemboca en la parroquia de Ombreiro, municipio de Lugo.